# Španjolska Istočna Indija
Španjolska Istočna Indija (špa. Indias Orientales Españolas) bila je španjolska kolonija u Tihom oceanu. Kolonija je bila sastavljena od današnjih Filipina, Marijanskih i Karolinskih otoka (današnji Palau i Savezne Države Mikronezije, a jedno vrijeme čak i dijelova Formoze (Taiwana), Sabaha, i dijelova Molučkih otoka. U periodu 1565. – 1821. ovim teritorijem je upravljano kao dijelom Vicekraljevstva Nove Španjolske, sa sjedištem u Mexico Cityju, no započinjanjem Meksičkog rata za neovisnost 1821., ovim teritorijem se upravljalo direktno iz Madrida.
Poslije Španjolsko-američkog rata 1898. SAD su okupirale nekoliko otoka, dok je ostali teritorij prodan Njemačkoj poslije potpisivanja njemačko-španjolskog dogovora 1899.
Kralj Španjolske nazivao se i "Kraljem od Istočne i Zapadne Indije" (Rey de las Indias orientales y occidentales).

## Španjolski kulturni utjecaj
Španjolski utjecaj na njihove bivše kolonije u azijsko-pacifičkoj regiji je značajan i do današnjih dana. Većina ljudi na Filipinima, Guamu i Marijanskim otocima pripadaju rimokatoličkoj vjeri koja je uvedena od strane španjolskih misionara u 16. i 17. stoljeću. Veliki dio stanovništva u tim zemljama koriste španjolska imena i prezimena. Također, zbog uvođenja novih alata, proizvoda, kultura i tehnologija od strane Španjolaca i Meksikanaca u tri stoljeća kolonijalne vladavine, mnoge španjolske posuđenice ušle su u domorodačke jezike tih zemalja. Umjetničke forme poput glazbe, arhitekture i mode također imaju mnogo španjolskog utjecaja. Nacionalne kuhinje tih zemalja također imaju meksičke i španjolske elemente. U smislu etničke pripadnosti, mala manjina stanovnika tih područja (1 / 3. otočkog stanovništva Luzona i nekoliko lučkih gradova i vojnih uporišta, uglavnom Cebu, Iloilo, Legaspi, Vigan i Zamboanga) su potomci latinoameričkih i španjolskih doseljenika. Ovi potomci miješane krvi su poznati kao mestizos.
Značajan udio današnjeg stanovništva Sjevernomarijanskih otoka (45-55%) i Guama (30-45%), kao i Palaua (15-25%) je filipinskog podrijetla. Neki od lokalnog stanovništva u prethodno navedenim područjima također su koristili Filipino imena i prezimena (jedan primjer je prezime Pangelinan, koji dolazi iz filipinskog prezimena Pangilinan).Današnje Chamorro stanovništvo se smatra da je   djelomično filipinskog podrijetla, kako zbog povijesnih veza između Guama i Filipina tijekom španjolske vladavine, a trenutno preko različitih valova migracije. 